# Billete de diez eslotis
El billete de 10 eslotis es el billete de más baja denominación de todos los utilizados de Polonia. Tiene unas medidas de 120 x 60 mm.

## Características
Los colores utilizados en el billete son verde y marrón. El billete ofrece un retrato de Miecislao I en el anverso y un Denar utilizado en la época de Miecislao I. El billete está protegido con múltiples medidas de seguridad como marcas de agua y microimpresión para evitar su falsificación.